# NGC 6366
NGC 6366 ist ein lichtschwacher Kugelsternhaufen im Sternbild Schlangenträger (lat. Ophiuchus), der auch Ophiuchus Ghost Globular genannt wird. Er ist schätzungsweise 11.700 Lichtjahre vom Sonnensystem entfernt. Sein lichtschwaches Erscheinungsbild erklärt sich aus einer  geringen Verdichtung der Sterne zum Zentrum hin, einer niedrigen Gesamtleuchtkraft und durch interstellaren Staub, der den Haufen abdunkelt.
Das Objekt wurde am 12. April 1860 von August Winnecke entdeckt.

## Weblinks

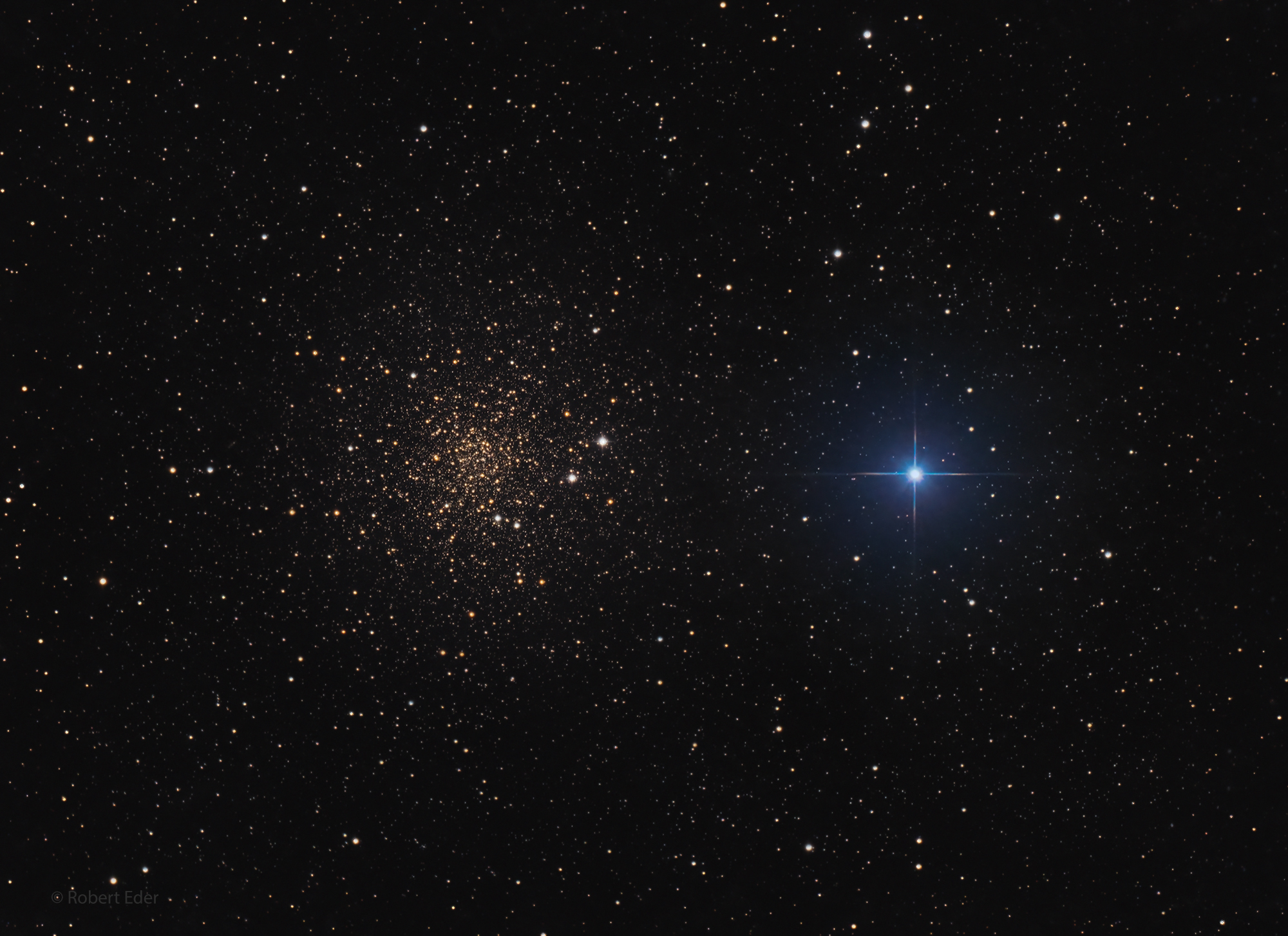
NGC 6366 mit dem Stern HD157950. Eine Amateuraufnahme von Robert Eder